# Phlogiellus birulai
Espèce
Phlogiellus birulai est une espèce d'araignées mygalomorphes de la famille des Theraphosidae.

## Distribution
Cette espèce est endémique de la province de Lâm Đồng au Viêt Nam,. Elle se rencontre vers Lạc Dương.

## Description
La femelle holotype mesure 11,50 mm.

## Systématique et taxinomie
Cette espèce a été décrite par Bariev et Logunov en 2024.

## Étymologie
Cette espèce est nommée en l'honneur d'Alexei Andreevich Byalynitsky-Birula.

## Publication originale
- Bariev, Logunov & Son, 2024 : « A new dwarf theraphosid spider species of the genus Phlogiellus Pocock, 1897 (Aranei: Theraphosidae) from Vietnam. » Arthropoda Selecta, vol. 33, no 4, p. 582-588.